# Cloeodes aymore
Cloeodes aymore is een haft uit de familie Baetidae. De wetenschappelijke naam van de soort is voor het eerst geldig gepubliceerd in 2011 door Massariol & Salles.
De soort komt voor in het Neotropisch gebied.